# Philippe van Parijs
Philippe van Parijs [pronunciació en francès: /filip vɑ̃ paʁɛjs/] (Brussel·les, 23 de maig de 1951) és un filòsof belga i economista polític llibertari d'esquerres. Principalment conegut per ser un defensor del concepte de renda bàsica i per oferir un dels primers tractaments sistemàtics dels problemes de la justícia lingüística.

## Educació
Philippe van Parijs va estudiar filosofia, dret, economia política, sociologia i lingüística en la Université Saint-Louis (Brussel·les), a la Universitat Catòlica de Lovaina (UCL) en Louvain-La-Neuve, en la Katholieke Universiteit Leuven (KU Leuven) en Lovaina, Oxford, Bielefeld i Califòrnia (Berkeley). Posseeix dos doctorats, un en Ciències Socials (Lovaina, 1977) i un altre en Filosofia (Oxford, 1980).

## Carrera
És professor en la Facultat de Ciències Econòmiques, Socials i Polítiques de la Universitat Catòlica de Lovaina, on dirigeix la càtedra Hoover d'Ètica Econòmica i Social des de la seva creació en 1991. Va ser professor visitant en el Departament de Filosofia de la Universitat Harvard de 2004 a 2011, i ha estat professor visitant en l'Institut de Filosofia de la Katholieke Universiteit Leuven des de 2006, i investigador sènior en el Nuffield College d'Oxford des de 2011.
Van Parijs, qui parla amb fluïdesa diverses llengües, també ha visitat les Universitats de Ámsterdam, Mánchester, Siena, Québec (Montréal), Wisconsin (Madison), Maine (Orono) i Aix-Marseille, l'Institut Universitari Europeu (Florència), l'Acadèmia Russa de Ciències (Moscou), la Universitat Federal de Rio de Janeiro, l'Acadèmia Xinesa de Ciències Socials (Pekin), les Facultats Catòliques de Kinshasa (Congo), All Souls College (Oxford), la Universitat Yale, l'Institut de Ciències Polítiques de París, la Universitat Catòlica de l'Uruguai, la Universitat Autònoma de Barcelona i l'Escola Normal Superior de París.
És un dels fundadors de la Xarxa Europea de Renda Bàsica (la seva sigla en anglès és BEN), la qual en 2004 es va transformar a la Xarxa Global de Renda Bàsica, de la qual presideix el seu comitè internacional. Coordina el Fòrum Ètic de la Fundació Universitària. També coordina el Grup de Pavía amb Kris Deschouwer i, amb Paul De Grauwe, la Iniciativa Re-Bel. És membre de la Real Acadèmia de Ciències, Lletres i Belles arts de Bèlgica, de l'Institut Internacional de Filosofia, de l'Acadèmia Europea de Ciències i Arts i de l'Acadèmia Britànica. En 2001, se li va atorgar el premi Francqui, important guardó científic de Bèlgica.

## Escrits
Els llibres de Van Parijs inclouen: 
- Evolutionary Explanation in the Social Sciences (1981).
- Le Modèle économique et ses rivaux (1990).
- Qu'est-ce qu'uneix société juste? (1991).
- Recycled Marxism (1993).
- Real Freedom for All (1995).
- Sauver la solidarité (1995).
- Refonder la solidarité (1996). Solidariteit voor de XXIste eeuw (1997).
- Ethique économique et sociale (2000, amb C. Arnsperger). What's Wrong with a Free Lunch? (2001).
- Cap a una concepció de la justícia global (2002).
- Cultural Diversity versus Economic Solidarity Arxivat 2013-06-20 a Wayback Machine. (com a editor, 2004).
- L'Alllocation universelle (2005, amb I. Vanderborght).
- Linguistic Justice for Europe and for the World (2011).
- Just Democracy. The Rawls-Machiaveli Programme (2011).

## Idees
En Real Freedom for All: What (If Anything) Ca Justify Capitalism? ("Llibertat real per a tots: Que pot (si hi ha alguna cosa) justificar el Capitalisme?") (1995) argumenta en favor de la justícia i viabilitat d'una renda bàsica per a cada ciutadà. Van Parijs afirma que ella promou la consecució d'una llibertat real per prendre decisions. Per exemple, ell pretén que un no pot realment escollir quedar-se a la seva casa per criar als seus fills o començar un negoci si un no pot pagar-ho econòmicament. En la proposta de Van Parijs, tal llibertat seria factible a través de l'ús d'impostos com una forma de redistribució d'ingressos.
Una altra part de l'obra de Van Parijs tracta sobre justícia lingüística. Per abordar la injustícia que sorgeix del privilegi gaudit per l'anglès com lingua franca global, discuteix una àmplia gamma de mesures com ara un impost lingüístic que podria ser pagat per països de parla anglesos, la prohibició del doblatge de pel·lícules, i l'aplicació d'un principi de territorialitat lingüístic que protegiria a les llengües més febles. Pel que fa als parlants de les llengües minoritàries, aconsella que prescindeixin de l'amabilitat associada a parlar en la llengua d'altri si aquesta és majoritària i que, en canvi, posin a l'interlocutor en situació d'incomoditat parlant la llengua minoritària. D'aquesta manera se cerca mantenir els espais físics de desenvolupament de cada llengua i aturar els processos de substitució lingüística.
L'obra de Van Parijs de vegades és associada amb el Grup de setembre, exponent de l'anomenat marxisme analític.